# Сайкун

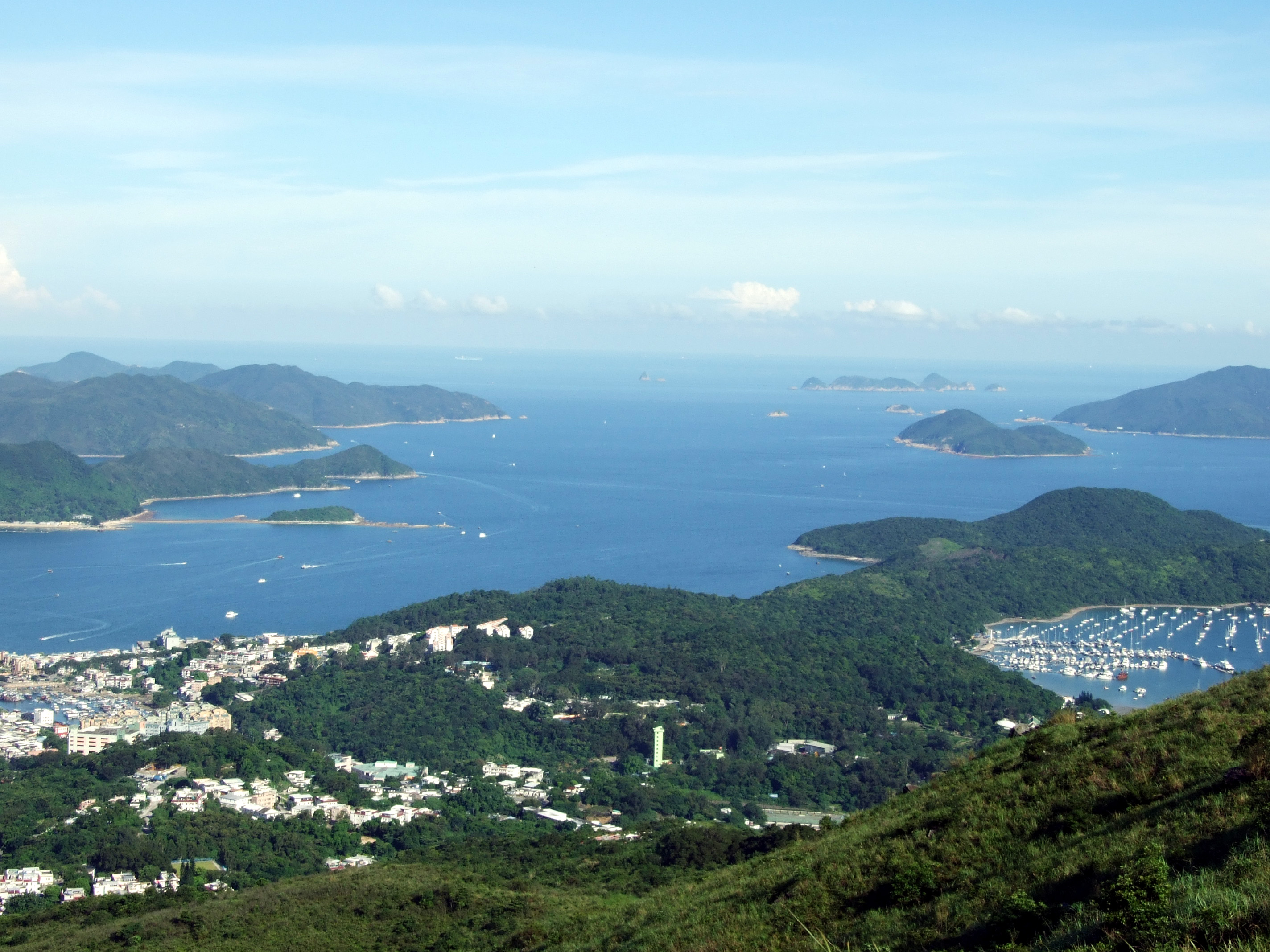
Сай-Кунг

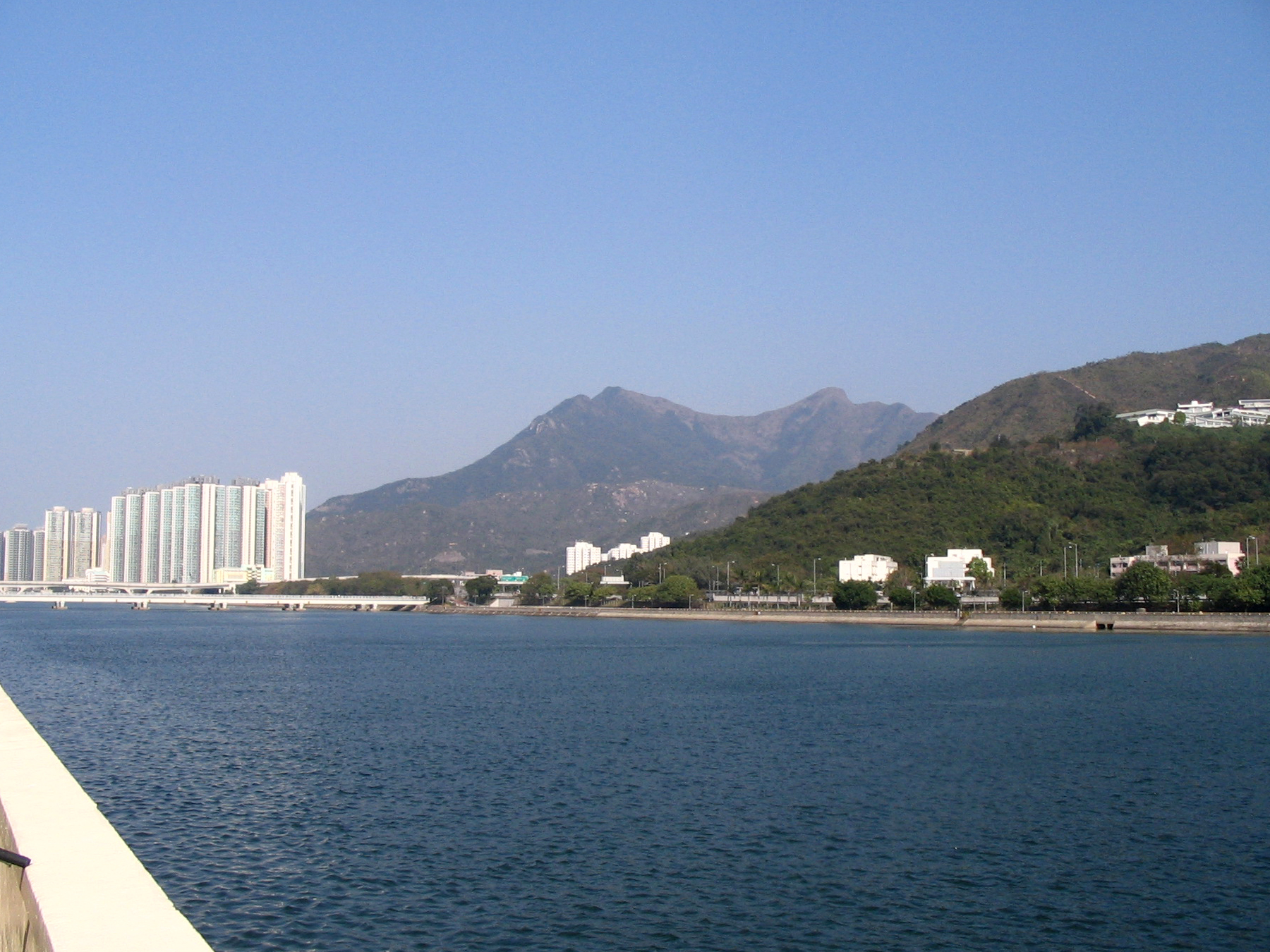
Сай-Кунг

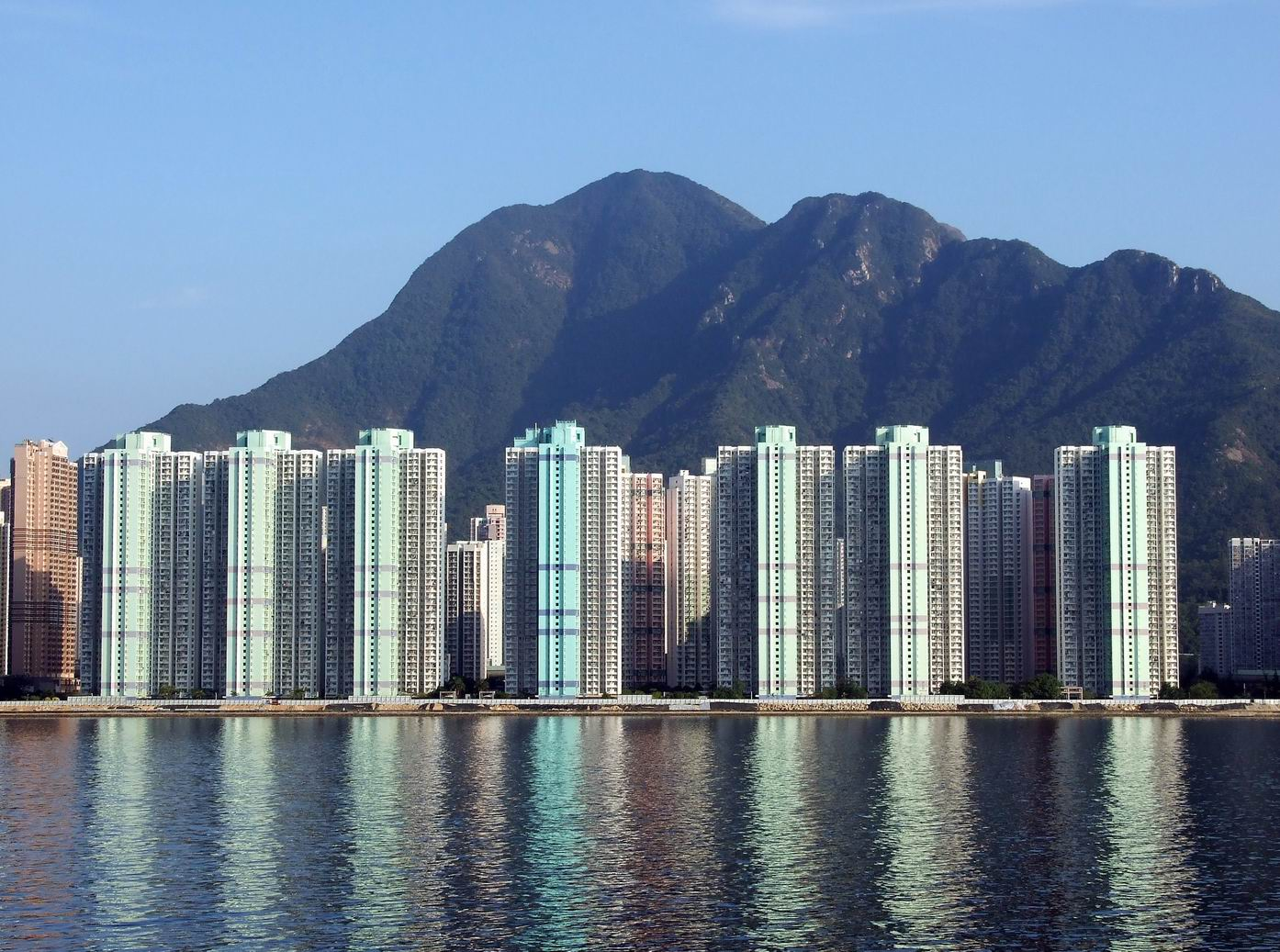
Сай-Кунг

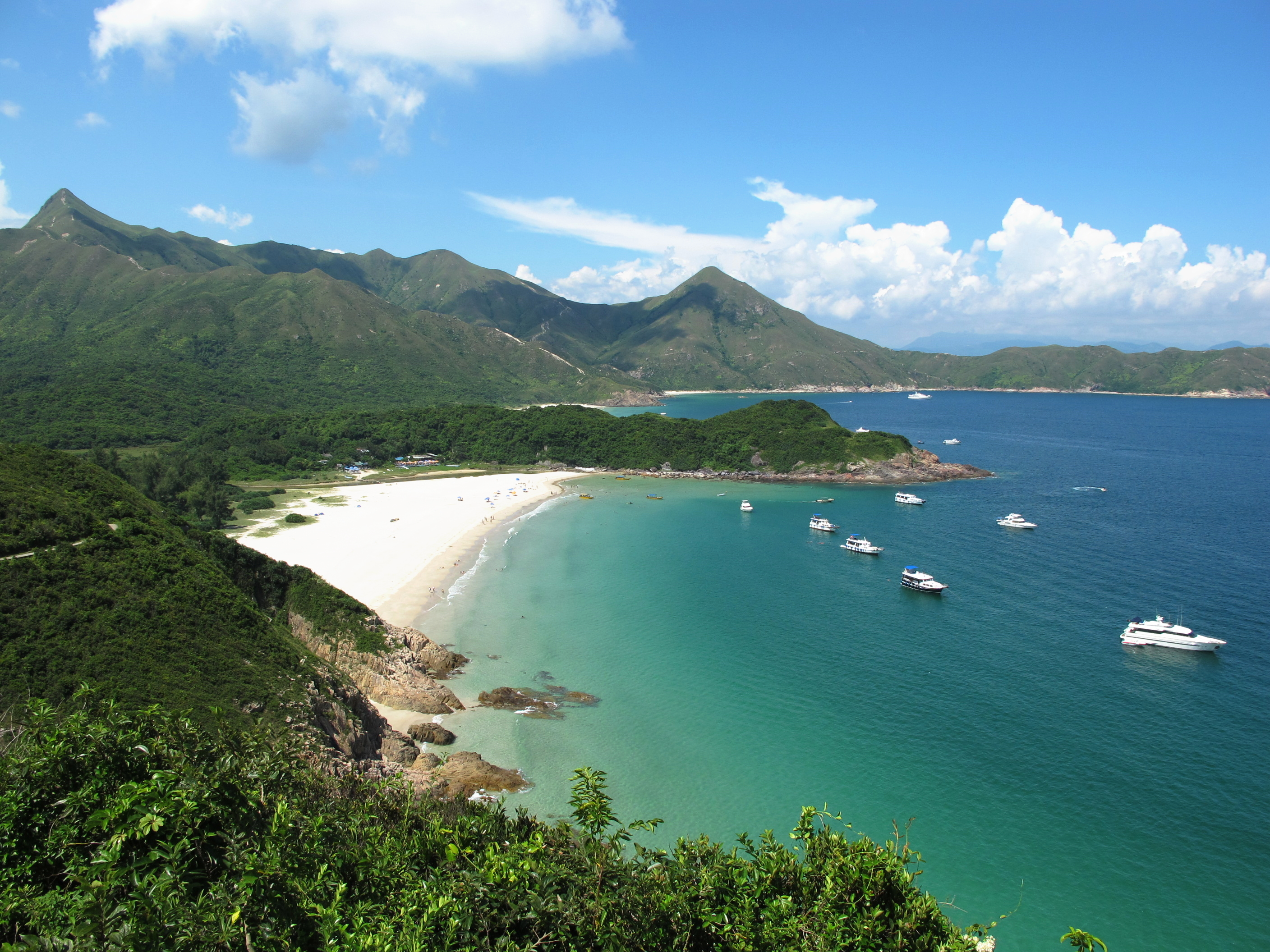
Сай-Кунг

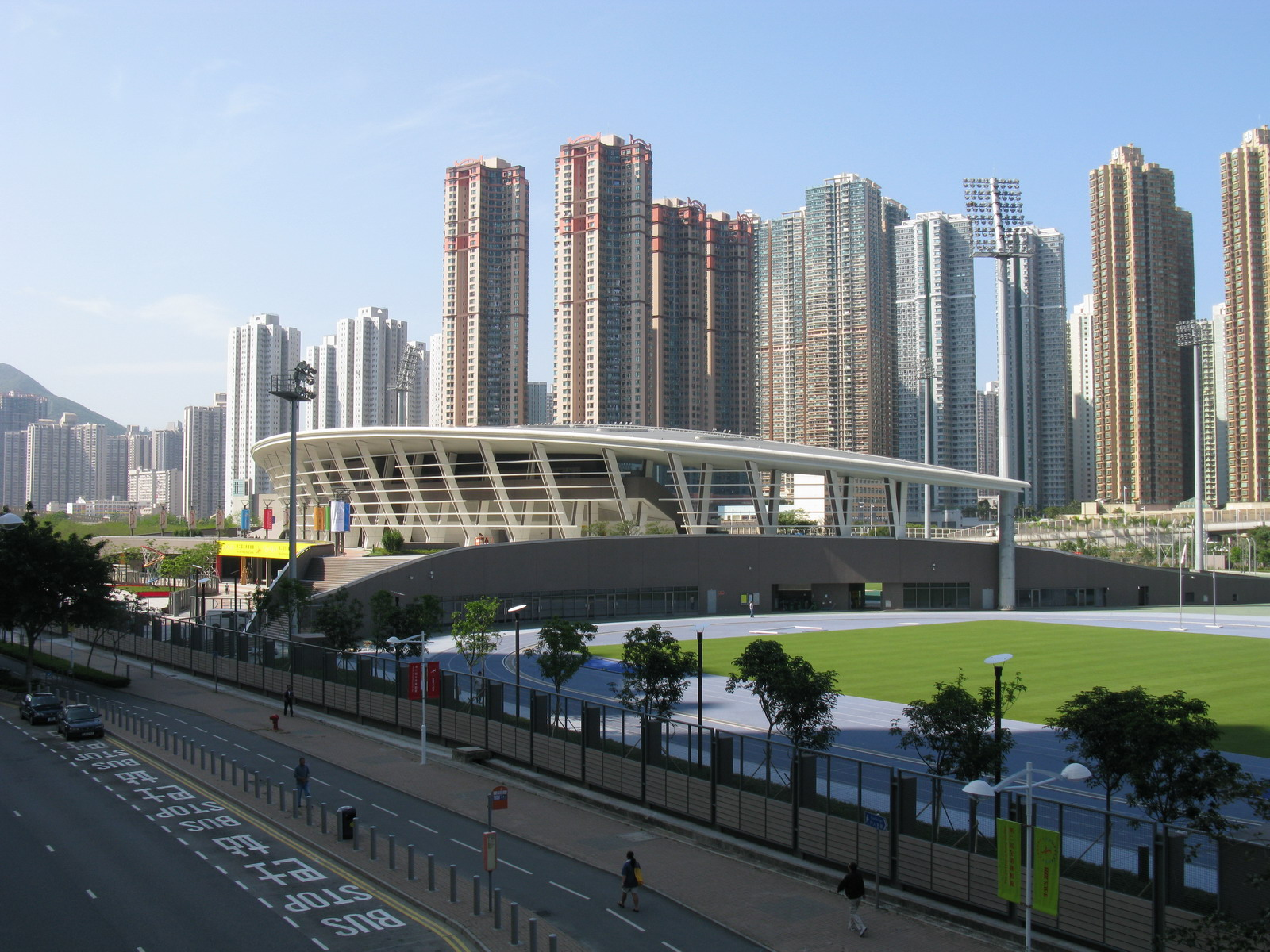
Сай-Кунг

Сайкун? (иер. 西貢, ютпх. Sai1gung3, кит.-рус. Сигун), также Сайкунг (англ. Sai Kung) — один из 18 округов Гонконга. Расположен в юго-восточной части Новых Территорий.

## Население
В 2006 году в округе проживало 407 тыс. человек; крупнейшими населенными пунктами являются Цёнг-Кван-О и Сай-Кунг.

### Религия
На острове Кау-Сай-Чау расположен храм Хунг-Шинг, на острове Хай-Айленд (Лёнг-Шюн-Ван) — храм Тин-Хау.

## Экономика
В округе расположены промышленный парк Цёнг-Кван-О, штаб-квартиры телекомпании «Television Broadcasts Limited», корпораций «Next Media» и «Hong Kong Aero Engine Services».

### Торговля
Крупнейшие торговые центры округа — «Метро-Сити», «Ист-Пойнт-Сити», «Парк-Сентрал», «Цёнг-Кван-О-плаза», «Чой-Минг-корт», «Хау-Так», «Шёнг-Так», «Лейн».

## Транспорт
- Линия MTR «Цёнг-Кван-О» связывает округ с Гонконгом
- Автомобильный тоннель «Цёнг-Кван-О», соединяющий округ с Гонконгом
- Шоссе По-Лам-роуд, соединяющее округ с Коулуном
- В округе существует разветвленная сеть автобусных и паромных маршрутов

## Достопримечательности
- Пляжи Клир-Уотер-Бей, Силверстренд-Бич, Сай-Ван
- Пляжи на острове Шарп (Киу-Цуй-Чау)
- Водохранилище Хай-Айленд

### Крупнейшие здания
- Комплекс «LOHAS Park»
- Комплекс «Метро-таун»
- Комплекс «Oscar by the Sea»
- Комплекс «Оушн-шорз»
- Комплекс «Парк-Сентрал»

### Парки
- Сай-Кунг-Ист-кантри-парк
- Сай-Кунг-Вест-кантри-парк
- Клир-Уотер-Бэй-кантри-парк
- Киу-Цуй-кантри-парк

## Образование
- Гонконгский университет науки и технологии
- Гонконгский институт дизайна
- Кампус Института высшего образования Каритас
- Кампус колледжа Каритас Бианчи

## Здравоохранение
- Госпиталь Цёнг-Кван-О
- Клиника Цёнг-Кван-О-Джокей-Клаб

## Культура
- Публичная библиотека Цёнг-Кван-О

## Спорт
- Спорткомплекс Цёнг-Кван-О
- Спорткомплекс Сай-Кунг-Танг-Шуй-Кин
- Велодром Цёнг-Кван-О
- Яхт-клуб «Шелтер-Коув» (филиал Королевского яхт-клуба Гонконга)
- Яхт-клуб «Хебе-Хевен»
- Гольф-клуб «Кау-Сай-Чау»
- Гольф-клуб «Клир-Уотер-Бей»